# Nicoleta Safta
Nicoleta Filoftea Safta (n. 17 noiembrie 1994, la Râmnicu Vâlcea) este o jucătoare de handbal din România care evoluează pe postul de pivot, pentru echipa HC Dunărea Brăila.

## Cariera
Nicoleta Safta și-a început activitatea sportivă la clubul CS Chimia Râmnicu Vâlcea, având-o ca antrenor pe Nicoleta Lazăr.
A fost legitimată la CS Oltchim Râmnicu Vâlcea începând din luna ianuarie 2012, debutând în meciul cu HCM Baia Mare din Liga Națională de handbal feminin, desfășurat pe 15 ianuarie 2012, în Sala Sporturilor Traian, și terminat cu scorul de 46-23 (24-12) în favoarea gazdelor, meci în care Nicoleta Safta a înscris un gol pentru echipa sa.
Din octombrie 2012, Safta a fost împrumutată la Universitatea Jolidon Cluj. A revenit la echipa vâlceană în ianuarie 2013. În urma disoluției clubului Oltchim Râmnicu Vâlcea, în vara anului 2013, Nicoleta Safta s-a transferat la HC Dunărea Brăila. După două sezoane la Dunărea Brăila, a semnat cu HC Alba Sebeș. La sfârșitul sezonului 2015-2016, după retrogradarea echipei din Sebeș, Safta s-a transferat la HCM Râmnicu Vâlcea. În 2017, a semnat cu CSU Danubius Galați. După sezon, s-a transferat la HC Dunărea Brăila, iar în vara lui 2019 și-a prelungit contractul cu echipa brăileană.

## Palmares
- Liga Campionilor:
  - Semifinalistă: 2012
  - Grupe: 2013

- Liga Europeană:
  - Locul IV (Turneul Final Four): 2024
  - Sfertfinalistă: 2021

- Cupa EHF:
  - Optimi: 2015

- Liga Națională:
  -  Câștigătoare: 2012, 2013
  -  Medalie de bronz: 2014

- Cupa României:
  -  Finalistă: 2024
  -  Medalie de bronz: 2023

- Supercupa României:
  -  Medalie de bronz: 2023

## Statistică goluri și pase de gol
Conform Federației Române de Handbal, Federației Europene de Handbal și Federației Internaționale de Handbal:
| Sezon                                     | Echipă | Goluri |
| ----------------------------------------- | ------ | ------ |
|                                           |        |        |
| 2011-12                                   |        |        |
| Oltchim Râmnicu Vâlcea                    |        |        |
|                                           |        |        |
| 2012-13                                   |        |        |
| „U” Jolidon Cluj / Oltchim Râmnicu Vâlcea | - / 1  |        |
|                                           |        |        |
| 2013-14                                   |        |        |
| HC Dunărea Brăila                         | 15     |        |
|                                           |        |        |
| 2014-15                                   |        |        |
| HC Dunărea Brăila                         | 11     |        |
|                                           |        |        |
| 2015-16                                   |        |        |
| HC Alba Sebeș                             | 49     |        |
|                                           |        |        |
| 2016-17                                   |        |        |
| HCM Râmnicu Vâlcea                        | 31     |        |
|                                           |        |        |
| 2017-18                                   |        |        |
| CSU Danubius Galați                       | 58     |        |
|                                           |        |        |
| 2018-18                                   |        |        |
| HC Dunărea Brăila                         | 41     |        |
|                                           |        |        |
| 2019-20                                   |        |        |
| HC Dunărea Brăila                         | 18     |        |
|                                           |        |        |
| 2020-21                                   |        |        |
| HC Dunărea Brăila                         | 20     |        |
|                                           |        |        |
| 2021-22                                   |        |        |
| HC Dunărea Brăila                         | 5      |        |
|                                           |        |        |
| 2022-23                                   |        |        |
| HC Dunărea Brăila                         | 29     |        |
|                                           |        |        |
| 2023-24                                   |        |        |
| HC Dunărea Brăila                         | 1      |        |

| Sezon                  | Echipă | Goluri |
| ---------------------- | ------ | ------ |
|                        |        |        |
| 2012-13                |        |        |
| Oltchim Râmnicu Vâlcea |        |        |
|                        |        |        |
| 2013-14                |        |        |
| HC Dunărea Brăila      |        |        |
|                        |        |        |
| 2014-15                |        |        |
| HC Dunărea Brăila      | -      |        |
|                        |        |        |
| 2015-16                |        |        |
| HC Alba Sebeș          |        |        |
|                        |        |        |
| 2016-17                |        |        |
| HCM Râmnicu Vâlcea     | 2      |        |
|                        |        |        |
| 2017-18                |        |        |
| CSU Danubius Galați    | 2      |        |
|                        |        |        |
| 2018-19                |        |        |
| HC Dunărea Brăila      | 4      |        |
|                        |        |        |
| 2019-20                |        |        |
| HC Dunărea Brăila      | 7      |        |
|                        |        |        |
| 2020-21                |        |        |
| HC Dunărea Brăila      | -      |        |
|                        |        |        |
| 2021-22                |        |        |
| HC Dunărea Brăila      | -      |        |
|                        |        |        |
| 2022-23                |        |        |
| HC Dunărea Brăila      | 5      |        |

| Sezon             | Echipă | Goluri |
| ----------------- | ------ | ------ |
|                   |        |        |
| 2022-23           |        |        |
| HC Dunărea Brăila | -      |        |

| Ediția           | Echipă | Goluri | Pase de gol |
| ---------------- | ------ | ------ | ----------- |
|                  |        |        |             |
| Cehia 2011       |        |        |             |
| România junioare | 21     | 3      |             |

| Ediția           | Echipă | Goluri | Pase de gol |
| ---------------- | ------ | ------ | ----------- |
|                  |        |        |             |
| Muntenegru 2012  |        |        |             |
| România junioare | 32     | 3      |             |

| Ediția          | Echipă | Goluri | Pase de gol |
| --------------- | ------ | ------ | ----------- |
|                 |        |        |             |
| Danemarca 2013  |        |        |             |
| România tineret | 18     | 7      |             |

| Ediția          | Echipă | Goluri | Pase de gol |
| --------------- | ------ | ------ | ----------- |
|                 |        |        |             |
| Cehia 2012      |        |        |             |
| România tineret | 2      | 1      |             |
|                 |        |        |             |
| Croația 2014    |        |        |             |
| România tineret | 20     | -      |             |

| Ediția                             | Echipă | Goluri | Pase de gol |
| ---------------------------------- | ------ | ------ | ----------- |
|                                    |        |        |             |
| Danemarca, Norvegia și Suedia 2023 |        |        |             |
| România                            | 2      | -      |             |

| Sezon                  | Echipă | Goluri |
| ---------------------- | ------ | ------ |
|                        |        |        |
| 2011-12                |        |        |
| Oltchim Râmnicu Vâlcea | -      |        |
|                        |        |        |
| 2012-13                |        |        |
| „U” Jolidon Cluj       | 2      |        |

| Sezon             | Echipă | Goluri |
| ----------------- | ------ | ------ |
|                   |        |        |
| 2020-21           |        |        |
| HC Dunărea Brăila | 19     |        |
|                   |        |        |
| 2023-24           |        |        |
| HC Dunărea Brăila | 3      |        |

| Sezon             | Echipă | Goluri |
| ----------------- | ------ | ------ |
|                   |        |        |
| 2014-15           |        |        |
| HC Dunărea Brăila | 12     |        |